# Hong Kong Maritime Museum

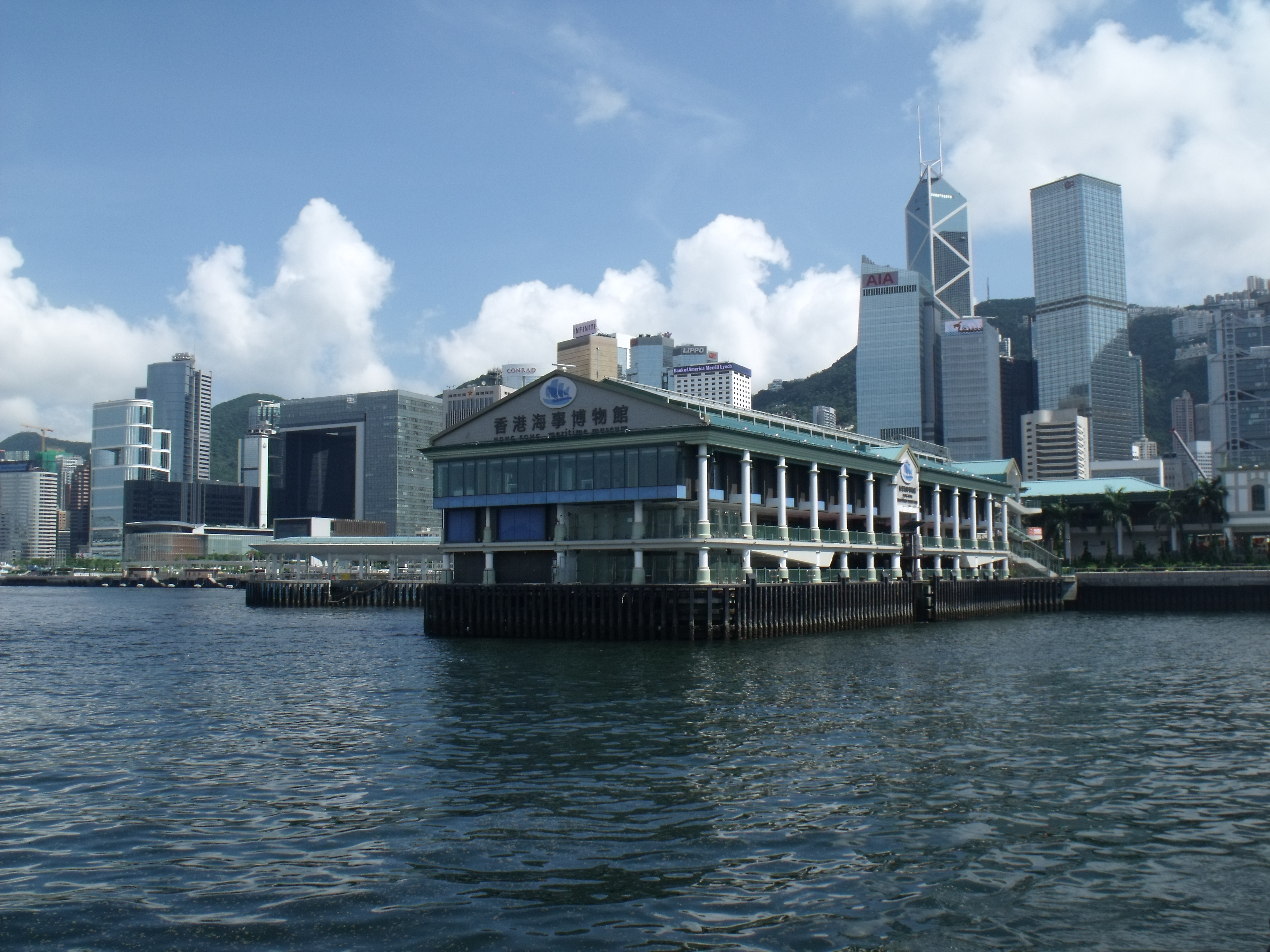
Blick auf das Hong Kong Maritime Museum an Pier 8 mit der Skyline von Hong Kong Island im Hintergrund

Das Hong Kong Maritime Museum (chinesisch 香港海事博物館) ist ein Schifffahrtsmuseum, das sich auf Hong Kong Island in Hongkong befindet. Das Museum zieht jährlich rund 100.000 Besucher an.

## Geschichte
Im Jahr 2003 beschlossen die Mitglieder der Hong Kong Shipowners Association, ein Schifffahrtsmuseum zu erbauen, das 2005 als Hong Kong Maritime Museum im Murray House in Stanley eröffnet wurde. 2013 zog das Museum zum Pier 8 im Victoria Harbour um. Der Umzug nach Pier 8 erfolgte nach einem öffentlichen Ausschreibungsverfahren, das von der Regierung von Hongkong initiiert wurde. Das Museum widmet sich als kulturelle Institution und Non-Profit-Organisation der Erhaltung und Ausstellung von Objekten, die die Geschichte des maritimen Handels Hongkongs und des Perlfluss-Deltas beschreiben.
Eine zusätzliche Attraktion ist ein auf der zentralen Uferpromenade vor Pier 9 und 10 entstehendes Freizeitzentrum, in dessen Mittelpunkt der 36 Tonnen schwere Anker des lokal als Seawise Giant bezeichneten größten je gebauten Schiffes, der inzwischen verschrotteten Jahre Viking, steht. Der Anker befindet sich im Besitz des Hong Kong Maritime Museums.

## Ausstellung
Das Museum enthält auf einer Fläche von 4600 Quadratmetern 13 Galerien auf drei Ebenen und stellt mehr als 1100 Objekte aus. Im Museum gibt es Sonderausstellungs- und Veranstaltungsräume, ein Forschungszentrum, ein Dach-Café sowie einen Geschenkeladen. Eine wesentliche Rolle des Hong Kong Maritime Museums besteht darin, Forschungen über die Geschichte des Perlfluss-Deltas und die Küste Chinas durchzuführen. Dazu wird der öffentliche Zugriff auf die Bibliothek vor Ort ermöglicht, in der rund 5000 Bücher, Zeitschriften, Fotos, Drucke sowie Land- und Seekarten vorhanden sind. Außerdem ist der Zugriff auf eine Online-Bibliothek möglich.

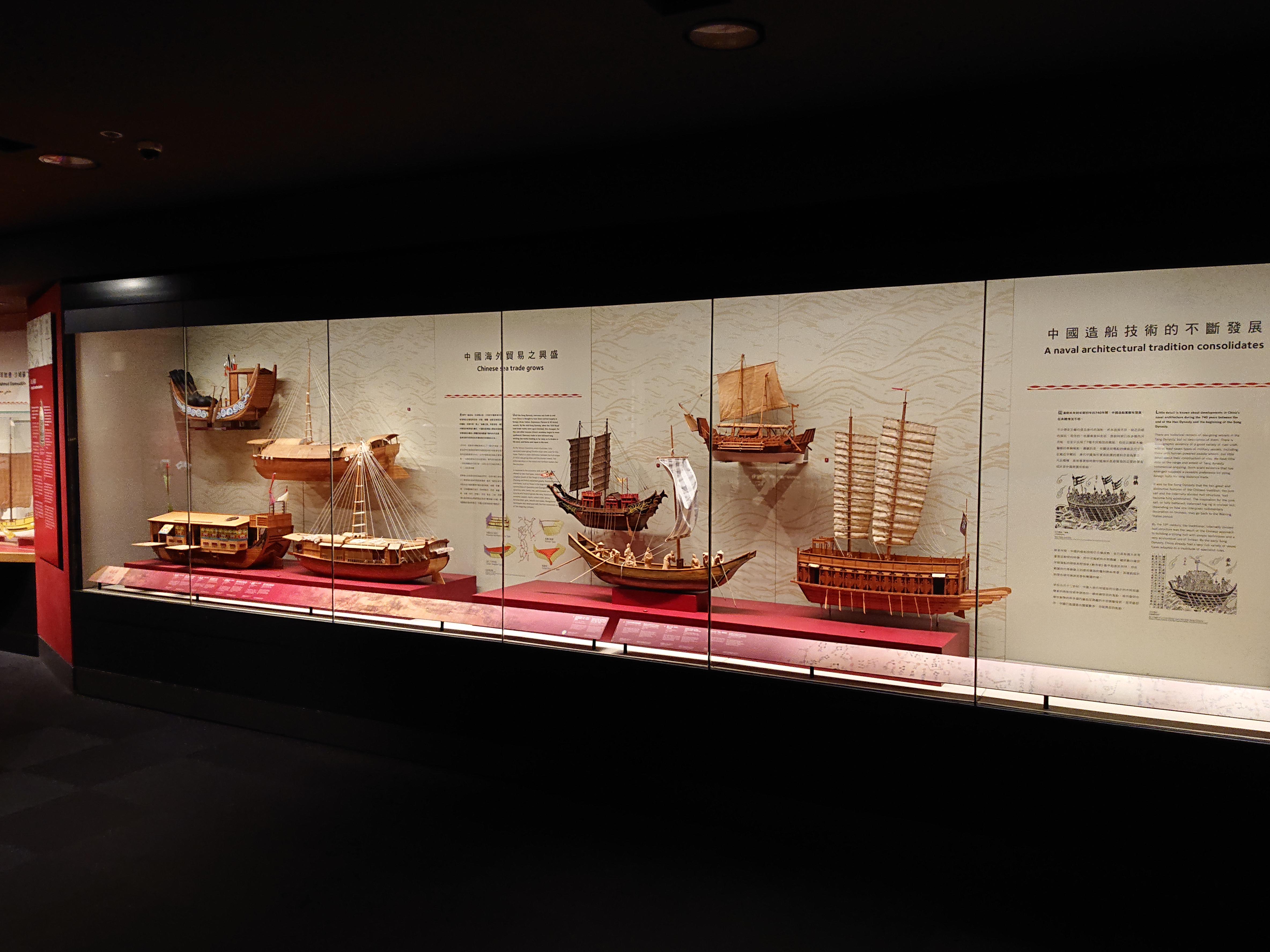
Modelle antiker Schiffe
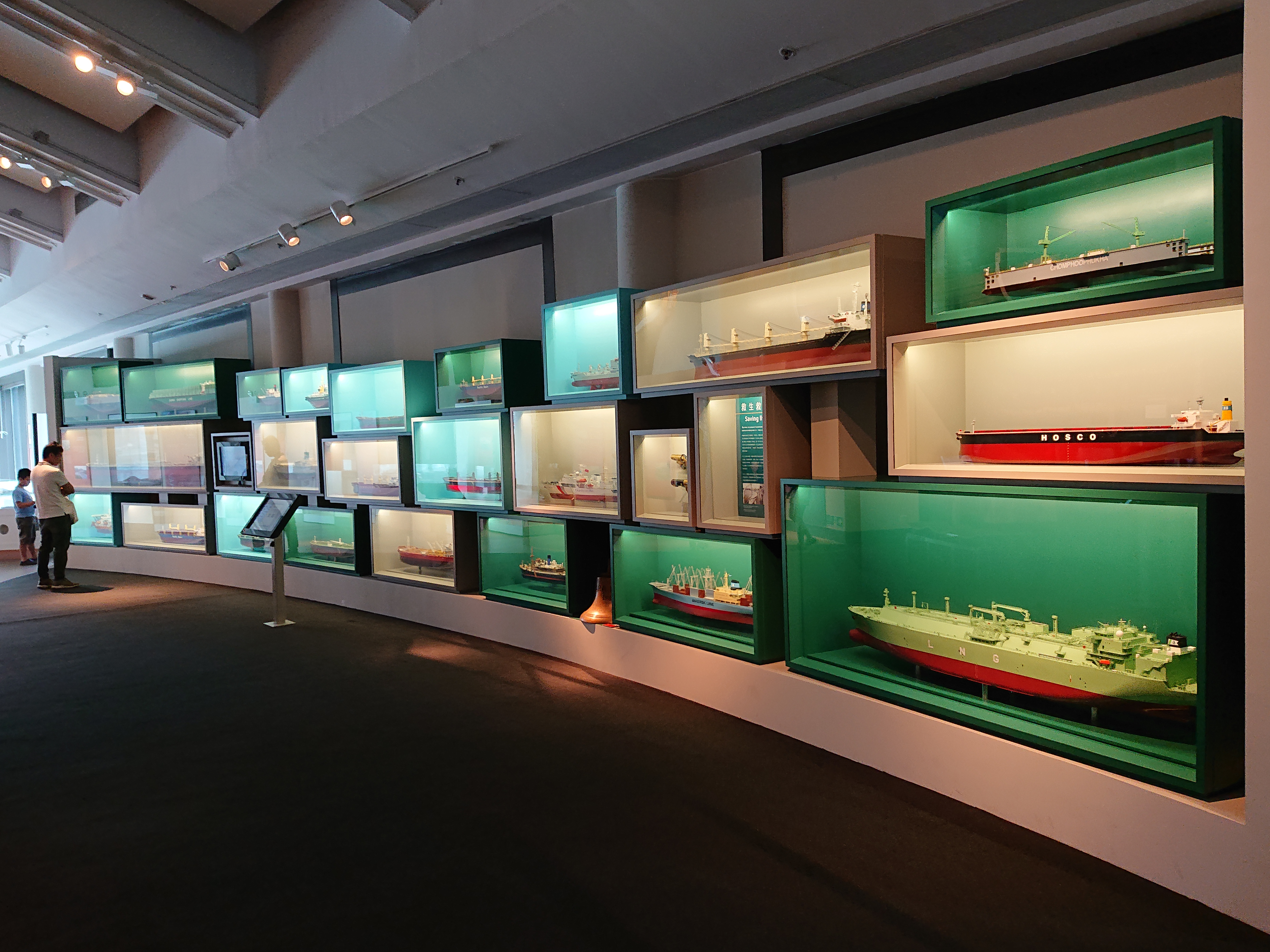
Modelle von Frachtschiffen
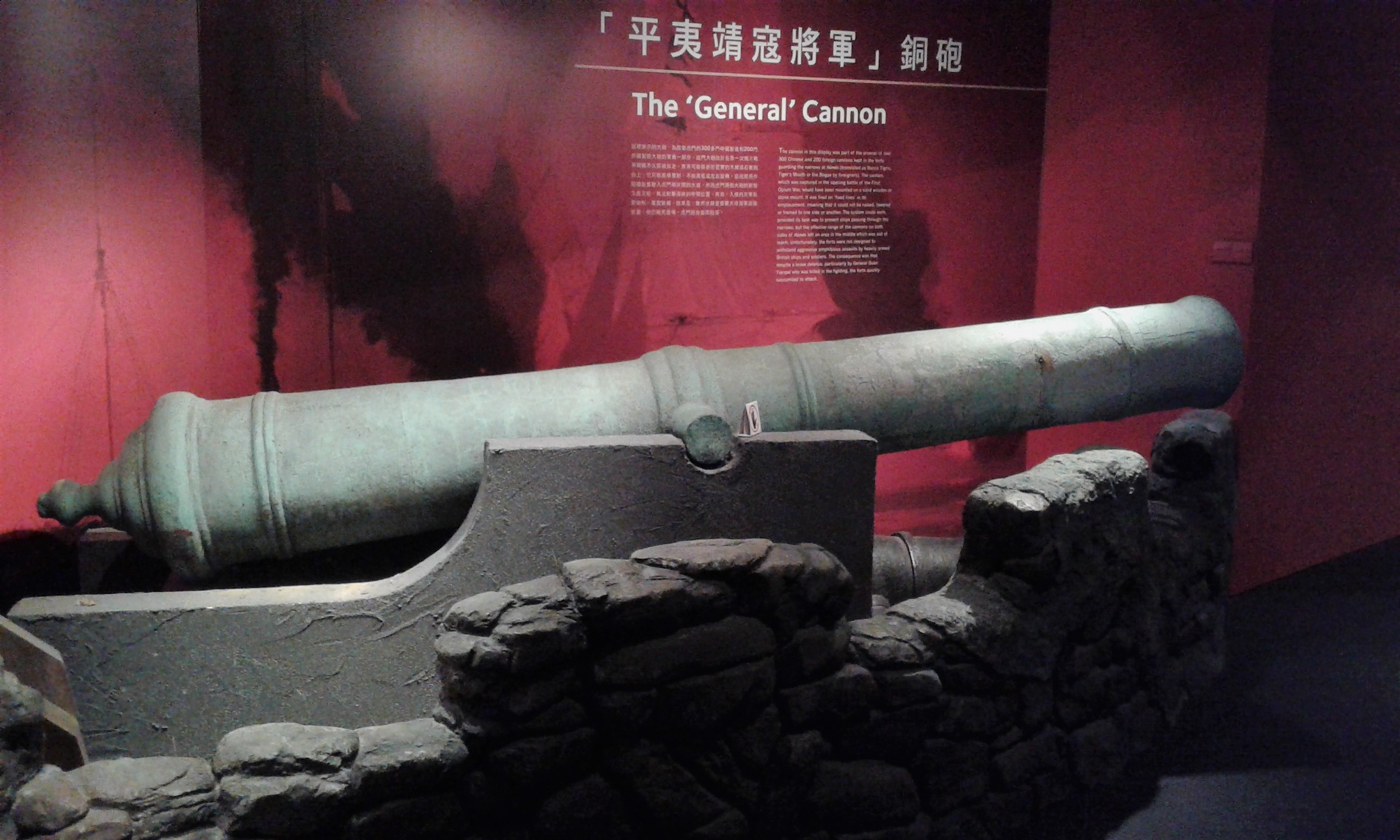
Schiffskanone aus dem ersten Opiumkrieg
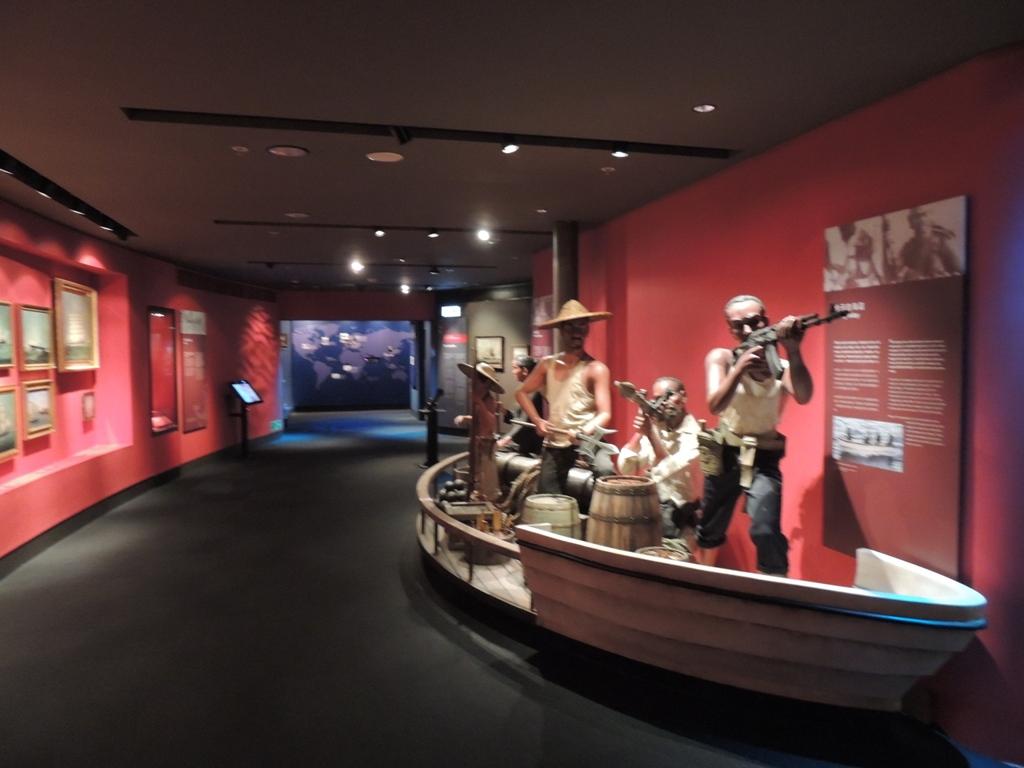
Musizierende Seeräuber-Figurengruppe